# Quintáns (Lesende)
Quintáns (Denominada ocasionalmente como Quintáns de Lesende) es una aldea situada en la parroquia de Lesende en el municipio de Lousame, provincia de La Coruña, Galicia, España. 
Está situada a 130 metros sobre el nivel del mar a 5,1 km de la cabecera municipal. Las localidades más cercanas son Cairo, Horta y Béxeres. Según el INE en 2021 tenía una población de 130 habitantes (57 hombre y 64 mujeres), pero esta cifra incluye la población de Horta y Béxeres, localidades que no figuran en el INE y con las que mantiene cierta continuidad al estar directamente conectados, formando un núcleo más complejo. En el año 2004 los tres núcleos sumaban 150 habitantes de los cuales 63 correspondían a Quintáns.